# Izabela Vidovic
Izabela Vidovic, född den 27 maj 2001 i Chicago, är en amerikansk skådespelare.
Vidovic har bland annat medverkat i TV-serien Om en pojke mellan 2014 och 2015 och The Fosters mellan 2015 och 2018 och i Veronica Mars år 2019.

## Filmografi (i urval)
- 2014–2015: Om en pojke
- 2015–2018: The Fosters
- 2019 – Veronica Mars